# ギョクチェン・デンケル
ギョクチェン・デンケル（Gökçen Denkel、女性、1985年8月2日 - ）は、トルコの元バレーボール選手。ポジションはミドルブロッカー。元トルコ代表。

## 来歴
2003年、エジザージュバシュ・ヴィトラに入団し、プロとしてのキャリアをスタートさせる。同年、トルコ代表に初選出される。同年11月のワールドカップでは18歳ながら三大大会初出場を果たす。
2010年、ガラタサライに移籍した。同年10-11月に日本で開催された世界選手権に出場した。2012-13シーズンより強豪クラブのフェネルバフチェに加入した。

## 球歴
- 世界選手権 - 2010年
- ワールドカップ - 2003年

## 所属クラブ
- エジザージュバシュ（2003-2010年）
- ガラタサライ（2010-2012年）
- フェネルバフチェ（2012-2015年）
- ニルフェル・ベレディイェスポル（2015-2017年）
- İlbank（2017-2018年）